# بنجامين جاي هيل
بنجامين جاي هيل (بالإنجليزية: Benjamin J. Hill)‏ هو قائد عسكري أمريكي، ولد في 13 يونيو 1825 في ميكمينفيل في الولايات المتحدة، وتوفي بنفس المكان في 5 يناير 1880.